# Gaoyang (köpinghuvudort i Kina, Hubei Sheng, lat 31,23, long 110,76)
Gaoyang (kinesiska: 高阳, 高阳镇) är en köpinghuvudort i Kina. Den ligger i provinsen Hubei, i den centrala delen av landet, omkring 340 kilometer väster om provinshuvudstaden Wuhan. Antalet invånare är 39 137. Befolkningen består av 19 134 kvinnor och 20 003 män. Barn under 15 år utgör 10,0 %, vuxna 15-64 år 79 %, och äldre över 65 år 9,0 %.
Runt Gaoyang är det ganska tätbefolkat, med 166 invånare per kvadratkilometer. Gaoyang är det största samhället i trakten. I omgivningarna runt Gaoyang växer i huvudsak blandskog.
Genomsnittlig årsnederbörd är 1 307 millimeter. Den regnigaste månaden är augusti, med i genomsnitt 236 mm nederbörd, och den torraste är december, med 14 mm nederbörd.